# Privremena irska revolucionarna armija
Privremena Irska republikanska armija (irski: Óglaigh na hÉireann, engleski: Provisional Irish Republican Army - skraćeno PIRA) je irska republikanska paravojna organizacija koja se smatra izravnim nasljednikom Irske revolucionarne armije, koja se borila s britanskim okupatorom za vrijeme Irskog rata za nezavisnost. Kao i ostale paravojne organizacije koje se nazivaju IRA, Privremena IRA se također naziva i Óglaigh na hÉireann (Irski volonteri), što je i službeni naziv Irskih obrambenih snaga. Privremena IRA je još poznata kao PIRA, 'RA, a u engleskom jeziku se uvriježio i izraz Provos.
Službeni cilj PIRA-e je prekidanje britanske vlasti u Irskoj i uspostavljanje Irske socijalističke republike, na temelju proglasa iz 1916. godine. Do Ugovora iz Belfasta 1998. godine, PIRA je željela promijeniti status Sjeverne Irske unutar Ujedinjenog Kraljevstva, i ujediniti Irsku korištenjem oružane sile i političkog uvjeravanja. PIRA se smatra terorističkom organizacijom u UK i ilegalnom organizacijom u Republici Irskoj.
Dana 28. srpnja 2005. godine vojno vijeće IRA-e objavilo je kraj svoje oružane kampanje, tvdeći da će raditi na ostvarenju svojih ciljeva politički i kroz demokratske programe, isključivo mirnim putem, te da se svi članovi odreknu bilo kakve druge aktivnosti. U rujnu 2008. godine, službeni izvještaj nezavisne komisije navodi da je PIRA posvećena političkom putu te da više ne predstavlja prijetnju miru ili demokraciji, te da vojno vijeće PIRA-e više nije funkcionalno.

## Porijeklo

### Raskol IRA-e 1969.
Prema učenju nasilnog irskog republikanizma (eng. physical force Irish republicanism), vlada koja postoji od 1922. godine, i parlament Sjeverne Irske, su ilegalne, i nametnuli su ih Britanci za vrijeme Ango-irskog spora, unatoč zadnjim izborima u cijeloj Irskoj, 1918., kada je većina glasala za ujedinjenu, slobodnu Irsku. Prava Irska republika, ona jednostrano proglašena 1919. još uvijek postoji. Privremena IRA je samo nasljednik prvotne IRA-e koja je služila Irskoj republici za vrijeme Irskog rata za nezavisnost.
Dok je za vrijeme mira i Irskog građanskog rata većina starijih članova IRA-e je bila za odbacivanje britanskog prijedloga, većina je republikanaca prihvatila Irsku bez 6 najsjevernijih grofovija. Ipak, manjina republikanaca je smatrala da je vojno vijeće IRA-e legitimna vlada obiju Irskih država dok zajednička država ne bude uspostavljena. Prvotna je ideja bila zbaciti vlade obiju država i ujediniti ih, međutim, 40-ih godina je došlo do promjene politike, i vojno vijeće IRA-e je izdalo naredbu da se nikakve akcije ne poduzimaju protiv 26 južnih grofovija. Od tada, IRA radi na rušenju Sjeverne Irske, koja je i dalje dio Ujedinjenog kraljevstva. U 50-ima, IRA je vodila neučinkovitu gerilsku kampanju poznatu kao "Granična kampanja".
IRA se raspala na dvije grupe na svojoj Specijalnoj vojnoj konferenciji u prosincu 1969. zbog pitanja suzdržanosti (treba li se prikloniti ili ne parlamentu Republike Irske) i zbog pitanja kako rješenja eksalacije nasilja u Sjevernoj Irskoj. 1969. ozbiljni neredi izbili su u Derryju, a stotine domova uništeno je u Belfastu. IRA nije imala niti oružja niti je bila organizirana kako bi zaštitila katolike u Sjevernoj Irskoj. Dvije grupe koje su nastale bile su Službena IRA i Privremena IRA.
Službena IRA se nije htjela miješati u ono što je smatrala manjim nasiljem, niti je htjela započeti oružanu borbu protiv Sjeverne Irske, uzimajući u obzir neuspjeh Granične kampanje u 50-ima. Oni su svoje pristaše tražili unutar radničke klase. Za razliku od njih Privremena IRA je zahtijevala veliku ofenzivu na Sjevernu Irsku i zaštitu katolika, te zbacivanje britanske vlasti.

### Osnutak Privremene IRA-e
Privremena IRA je osnovana kada je Privremeno vojno vijeće postalo službeno vodstvo novoosnovane IRA-e. Naime, kada se na konferenciji 1969. trebalo raspravljati o priznavanju parlamenta Sjeverne Irske, Republike IRske i Ujedinjenog kraljevstva, nekoliko članova s vrha je odbilo, smatrajući da je vodstvo IRA-e ovim činom prestalo predstavljati ciljeve republikanaca.
Sean Mac Stiofain, vođa obavještajnog ogranka bio je jedna od ključnih osoba, povezana s vođama ogranaka IRA-e u Belfastu, Billyjem McKeejem i Joeom Cahillom, koji su odbijali naredbe vođa IRA-e nakon rujna 1969., zbog neuspjeha u obrani katolika u Sjevernoj Irskoj. Od 13 odreda IRA-e u Belfastu, 9 ih se pridružilo PIRA-i. Prvi članovi vojnog vijeća PIRA-e bili su Seán Mac Stiofáin, Ruairí Ó Brádaigh, Paddy Mulcahy, Sean Tracey, Leo Martin i Joe Cahill. Političko krilo, Privremeni Sinn Féin je osnovano 11. siječnja 1970., kada je trećina delegata napustila skupštinu Sinn Féina.
Postoje navodi da je Privremena IRA dobila novac i oružje od Irske vlade. Iako je naknadna istraga odbacila takve navode, nekih 100 tisuća funti donirala je Irska vlada kako bi zaštitila katolike i prema povjesničaru Richardu Englishu, nema nikakve sumnje da je dio tog novca završio u rukama Privremene IRA-e.
Najvažnije figure nakon stvaranja PIRA-e bili su Seán Mac Stiofáin, Ruairí Ó Brádaigh, Dáithí Ó Conaill i Joe Cahill. Svi su bili članovi vojnog vijeća Privremene IRA-e.
Privremena IRA je zadržala većinu načela kao i IRA prije 1969. godine. Smatrala je da je britanska vladavina i vlada republike Irske ilegalna. Vojno vijeće Privremene IRA-e bilo je legitimna vlada cijele Irske.
Kako je nasilje u Sjevernoj Irskoj jačalo, tako se pojačala vojna aktivnost i Službene i Privremene IRA-e. Iako je Službena IRA smatrala da je njeno djelovanje obrambena, PIRA je zahtijevala i pozvala na agresivnu kampanju protiv Sjeverne Irske. Iako je službena IRA u početku imala veću podršku javnosti, nakon što je proglasila prekid borbi 1971., Privremena IRA je počela dominirati. PIRA je nasljedila gotovo sve članove sa sjevera, i privukla one militantnije iz ostatka Irske. Osim toga, mnogo mladih Iraca, iz Sjeverne Irske, koji su postali radikalni zbog nasilja koje je izbilo 1969., učlanilo se u Privremenu IRA-u.
Iako je PIRA imala svoj politički ogranak, koji se odvojio od Sinn Feina u isto vrijeme kad se dogodio raskol u IRA-i, njegovo je djelovanje bilo ograničeno u početku, jer se PIRA orijentirala isključivo na oružani sukob.

## Organizacija
IRA je hijerarhijski organizirana, a na njenom vrhu bilo je vojno vijeće IRA-e, kojeg je vodio načelnik stožera.

### Vodstvo
Sve razine IRA-e imaju pravo poslati svoje delegate na Generalne vojne konvenkcije IRA-e (eng. General Army Convention - GAC). Te su konvenkcije bile vrhovan autoritet u donošenju odluka. Prije 1969. kada je takvo sastajanje bilo legalno, konkvenkcije su se redovito održavale. Nakon 1969. održale su se samo dva puta, 1970. i 1986., zbog teške organizacije tajnog velikog okupljanja.
Pojedinačni odsjeci bili su:
- Odsjek generalne nabave
- Financijski odsjek
- Tehnički odsjek
- Odsjek za obuku
- Obavještajni odsjek
- Odsjek za odnose s javnošću
- Odsjek za operacije
- Odsjek za sigurnost

### Regionalno zapovjedništvo
Zapovjedništvo PIRA je u početku bilo smješteno u Dublinu. Ipak, 1977., skupa s reorganizacijom brigada u manje ćelije, zapovjedništvo je prebačeno u ratnu zonu - Sjevernu Irsku.

### Brigade
Privremena IRA svoje je članove nazivala volonterima. Do kasnih 70-ih godina, volonteri su bili organizirani u tradicionalne vojne strukture. Volonteri koji su živjeli u jednom području tvorili su satniju, koja je bio dio bataljuna, a koji je mogao biti dio brigade, iako su mnogi bataljuni bili slobodni i nisu bili pridruženi brigadama.
Većinu svog postojanja, PIRA je imala 5 djelatnih brigada unutar "ratne zone". Ove su brigade bile u Belfastu, Londonderryju, Tyrone/Monaghanu i Armaghu. Brigada u Belfastu imala je tri bataljuna, u zapadnom, istočnom i sjevernom dijelu grada. U početku sjevernoirskih sukoba (eng. The Troubles), članstvo IRA-e u Belfastu se naglo povećalo. U kolovozu 1969. brigada u Belfastu je imala oko 50 aktivnih članova, a do kraja 1971. tisuću dvjesto članova. Derry je imao jedan bataljun i Južnoderryjsku brigadu. Derryjevski bataljun postao je brigada 1972., nakon Krvave nedjelje, kada su britanski padobranci ubili 13 nenaoružanih prosvjednika na maršu za ljudska prava, nakon čega je uslijedilo povećanje članova. Grofovija Armagh je imao tri bataljuna, dva veoma aktivna u južnom Armaghu, i jedan manje aktivan na sjeveru. Zbog toga se južni bataljuni još nazivaju i brigada južnog Armagha. Isto tako, brigada Tyrone/Monaghan, koja je djelovala uz granicu, se šesto naziva brigada istočnog Tyronea. Fermanagh, JUžni Down, Sjeverni Antrim imali su vlastite bataljune koje nisu bili dio brigade.

### Aktivne jedinice
Godine 1977. Privremena IRA se reorganizirala iz većih, konvenkcionalnih jedinica u manje, uglavnom zbog problema sigurnosti. Umjesto bataljuna, dvije su paralelne jedinice osnovane unutar brigade. Prva, struktura stare satnije je korištena za zadatke patroliranja, skupljanja podataka i skrivanja oružja. Ovo su bile ključne djelatnosti za podršku. Ipak, većina stvarnih napada izvršila je druga vrsta jedinice - jedinice aktivne službe. Da bi se poboljšala sigurnost i učinkovitost, jedinice aktivne službe bile su manje ćelije, od 5 do 8 ljudi, i služile su za oružane napade. Do kraja 80-ih i početka 90-ih, računalo se da IRA ima oko 300 članova u ćelijama i 450 u podršci.
Iznimka je bila brigada južnog Armagha, koja je zadržala svoju tradicionalnu hijerarhiju i velik broj volontera u svojem djelovanju.
Južno zapovjedništvo Privremene IRA-e, koje se nalazilo u Irskoj republici, sastojalo se od Dublinske brigade i broja manjih jedinica u ruralnim područjima. Njihova glavna aktivnost bila je uvoz i skladištenje oružja i dobavljanje financijskih sredstava kroz pljačke i druge metode. Isto tako, postojao je veći broj kampova za obuku u Sjevernom Kerryju.

## Strategija od 1969. do 1998.

### "Eskalacija, eskalacija, eskalacija"
Nakon nereda u kolovozu 1969. godine, IRA je započela naoružavati i trenirati kako bi zaštitila katolička područja od daljnih napada. Nakon raskola, Privremena IRA je započela s planom za potpunu ofenzivu protiv britanske okupacije.
Službena se IRA protivila takvom pristupu zato što bi doveo do klasnog sukoba. Granična kampanja u 50-ima je izbjegavala urbana središta kako bi se smanjile civilne žrtve. S druge strane, Privremena IRA se bazirala isključivo na borbu u urbanim sredinama, u Belfastu i Londonderryju (ili kraće, Derryju).
Strategija PIRA-e bila je korištenje što veće sile kako bi došlo do sloma administracije u Sjevernoj Irskoj, i kako bi ubila toliko britanskih vojnika kako bi se povećao pritisak na britansku vladu na povuče vojsku. Prema novinaru Brendanu O'Brienu, rat je trebao biti kratak i uspješan. Strategija je bila "eskalacija, eskalacija, eskalacija, dok Britanci ne odu", prema riječima Seana Mac Stiofaina. Ova je strategija uključivala intenzivno regrutiranje volontera i što veći broj napada na britanske snage, kao i bombaške napade protiv gospodarskih meta. Britanska vojska ovu fazu, od 1970. do 1972. naziva "fazom ustanka".
Britanska je vlada vodila tajne pregovore s vodstvom IRA-e 1972. kako bi osigurala prekid vatre baziran na kompromisu nakon Krvave nedjelje kada su se regrutiranje IRA-e i podrška javnosti povećali. IRA pristala na privremen prekid vatre od 26. srpnja do 9. kolovoza. U kolovozu se vodstvo IRA-e, Seán Mac Stiofáin, Dáithí Ó Conaill, Ivor Bell, Seamus Twomell, Gerry Addams i Martin McGuinness, susrelo s britanskom delegacijom koju je predvodio William Whitelaw. Vodstvo IRA-e je odbilo mirovne pregovore koji nisu uključivali obvezu britanskog povlačenja, povlačenje vojske u barake i otpuštanje republikanskih zatvorenika. Britanci su odbili i pregovori su propali.

### Nova Irska i prekid vatre 1975.
Najvažniji cilj u ovom periodu bilo je svrgavanje vlada u Sjevernoj Irskoj i u Republici Irskoj, i uspostavljanje sveirske, federalne republike, s decenetraliziranim vladama i parlamentom za svaku od četiri povijesne irske provincije. Ovaj je program poznat kao Nova Irska (irski: Éire Nua). Ovaj je program bio na snazi do ranih 80-ih godina, kada je napušten zbog nove ideje o centraliziranoj sveirskoj državi.
Do sredine 1970-ih, bilo je jasno da su nade vodstva IRA-e o brzoj pobjedi srušene. Ni britanska vojska nije bila sigurna imaju li njena djelovanja ikakvog uspjeha protiv IRA-e. Tajni pregovori između vodstva IRA i britanskim tajnikom za Sjevernu Irsku osigurali su prekid vatre koje je započelo u veljači 1975. IRA je u početku vjerovala da je to početak povlačenja britanaca, ali poslije je postalo jasno da britanci ne nude nikakva jamstva. Neki su vjerovali, npr. Garry Adams, da je primirje loše za IRA-u, jer je dovelo do pada discipline i inflitriranja britanskih agenata, i na kraju, uhićenja. Primirje je propalo u siječnju 1976. godine.

### Dugi rat
Nakon toga, IRA je, pod vodstvom Adamsa i njegovih pristaša, započela s novom strategijom, pod nazivom "dugi rat, koja je označila taktiku IRA-e do kraja sukoba. Sastojala se od reorganizacije IRA-u u manje ćelije, prihvaćanje da će rat biti dugotrajan i pojačana je politička borba. Po prvi put IRA se bori na dva načina, oružano i politički. Propagandna knjiga IRA-e, "Zelena knjiga" (eng. The Green Book) opisala je strategiju dugotrajnog rata na sljedeći način:
1. Vođenje isrpljujućeg rata protiv neprijateljskih vojnika kojemu je osnova što veći broj britanskih žrtava, kako bi se britanci povukli zbog pritiska domaće javnosti.
2. Bombaški napadi protiv neprijateljskih financijskih interesa u Irskoj kako bi poslovanje u Irskoj za britance bilo neprofitno.
3. Jedan od ciljeva bio je i pretvaranje 6 grofovija neupravljivima osim s vojskom
4. Dobivanje nacionalne i međunarodne podrške.
5. Kažnjavanje kriminalaca, izdajnika i doušnika.

Ipak, vodstvo IRA-e je tražilo način za prekidanjem sukoba u kasnim 70-tima. Novootkriveni britanski tajni dokuementi pokazuju da je IRA ponudila pregovore, ali ih je britanska vlada, na čelu s premijerom Jamesom Callaghanom odbila.

### Štrajk glađu 1981. godine i politički put
Zatvorenici IRA-e, osuđeni nakon ožujka 1976. nisu imali status posebne kategorije u zatvorima. Kao odgovor, više od 500 zatvorenika odbilo se prati ili nositi zatvorske uniforme (Prljavi protest i protest pokrivačima). Ovo je kulminiralo 1981. u Irskom štrajku glađu, kada se 7 članova IRA-e i 3 člana Irske narodnoslobodilačke armije izgladnilo do smrti kako bi dobili politički status. Vođa prosvjeda, Bobby Sands i Owen Carron su odabrani u Britanski parlament, a dva druga prosvjednika su odabrani za Irski parlament. Osim toga, došlo je do štrajkova i velikih demonstracija u obe Irske kao podrška štrajku glađu. Preko 100 tisuća ljudi bilo je na prosvjedu Bobbyja Sandsa, prvom štrajkaša koji je umro.
Nakon uspjeha štrajka u dobivanju podrške, republikanci su počeli posvećivati vrijeme političkom putu, kroz Sinn Fein. Danny Morrison sažela je ovu aktivnost kao "snop papira u jednoj i Armalite u drugoj ruci".

### "TUAS" - mirovna strategija
U 80-ima, IRA je pokušala dodatno eskalirati sukob s tkz. "Tet ofenzivom". Kada to nije uspjelo, republikanske vođe su počele tražiti polički kompromis kako bi riješili sukob. Gerry Adams je započeo pregovore s Johnom Humeom. Osim toga, pokušao je odvojitii Sinn Fein od IRA-e, govoreći kako su to odvojene organizacije i odbijao je komentirati akcije IRA-e. Novostvorena strategija nazivala se TUAS - eng. "Tactical Use of Armed Struggle", ili hrv. Taktičko korištenje oružanog otpora.

## Oružje i operacije
U prvim danima sukoba, od 1969. do 1971., PIRA je bila slabo naoružana, ali ranih 70-ih godina nabavila je velike količine modernog oružja od svojih pristalica iz SAD-a, od libijskog vođe al-Gaddafija te prodavača oružja u Europi, Americi, Bliskom Istoku i drugdje.
U početku, osnovne su aktivnosti bile usmjerene ka podršci nacionalističkim prosvjednicima i obrani katoličkih područja. Zbog toga je IRA dobila veliku podršku, te su na njih gledali kao na branitelje Irskog naroda i katolika.
Ipak, od 1971. do 1994. započela je veliku ofenzivnu oružanu kampanju protiv britanske vojske, kruni lojalne irske policije i ekonomskih ciljeva u Sjevernoj Irskoj. Prva polovica 70-ih bila je vrijeme najžešćeg nasilja. Osim toga, PIRA je izvršila napade na protestantne kao osvetu za napade na katolike.
Privremena IRA bila je prisutna uglavnom u Sjevernoj Irskoj, iako je djelovala i u Engleskoj, Republici Irskoj, Nizozemskoj i Zapadnoj Njemačkoj. Isto tako je ciljala na službenika Britanske vlade, političare, suce, važnije vojne i policijske službebike. Do ranih 90-ih, IRA u je u Južnom Armaghu započela je sa svojom poznatom snajperskom kampanjom i napadima na britanske helikoptere. Bombaški su napadi bili usmjereni na političke, gospodarske i vojne mete, i nekih 60 civila je ubijeno u napadima u Engleskoj. Smatra se da su bombaški napadi uvjerili Britansku vladu da počnu s pregovorima.

## Prekid vatre i uništenje naoružanja
Dana 31. kolovoza 1994. godine, Privremena IRA je proglasila prekid vatre. Iako nije važio od 1995. do 1997., označio je kraj velike oružane kampanje.
Od prosinca 1995. do srpnja 1997. IRA je prekinula primirje jer nije bila zadovoljna pregovorima. Prekid je ponovno počeo 1997. i traje do danas.
Privremena IRA je uništila sve svoje oružje od srpnja do rujna 2005. godine. Računa se da je uništeno:
- tisuću pušaka
- 3 tone Semtex-a (plastični eksploziv)
- 20 - 30 teških mitraljeza
- 7 neiskorištenih protuzračnih projektila
- 7 bacača plamena
- 1200 detonatora
- 20 bacača raketa
- 100 pištolja
- više od 100 ručnih bombi

Prema procjenama nezavisne komisije, smatra se da je sve oružje uništeno. Ipak, nepotvrđeni izvori MI5 i Sjevernoirske policije smatraju da nije sve oružje uništeno. U najnovijem izvještaju, nezavisna komisija je izjavila da nema razloga vjerovati da sve oružje nije uništeno, a ako je nešto oružja ostalo, zadržali su ga pojedinci izvan kontrole IRA-e.

## Dogovor u Belfastu
IRA je proglasila prekid vatre 1997. godine kao dio mirovnih procesa koji su doveli do 1998. Dogovora u Belfastu (ili Dogovor dobrog petka; eng: Good Friday Agreement). U dogovoru je glavni cilj bio prekid svih paravojnih aktivnosti i razoružavanje oružanih skupina.

## Vanjske poveznice
- Irish Republican Army[neaktivna poveznica] (engleski)